# Liste der Biografien/Nied
Liste der Biografien |
Portal Biografien |
Personensuche
# |
A |
B |
C |
D |
E |
F |
G |
H |
I |
J |
K |
L |
M |
N |
O |
P |
Q |
R |
S |
T |
U |
V |
W |
X |
Y |
Z |
?
 
Na |
Nb |
Nc |
Nd |
Ne |
Nf |
Ng |
Nh |
Ni |
Nj |
Nk |
Nl |
Nm |
Nn |
No |
Nr |
Ns |
Nt |
Nu |
Nv |
Nw |
Nx |
Ny |
Nz
 
Nia |
Nib |
Nic |
Nid |
Nie |
Nif |
Nig |
Nih |
Nii |
Nij |
Nik |
Nil |
Nim |
Nin |
Nio |
Nip |
Niq |
Nir |
Nis |
Nit |
Niu |
Niv |
Niw |
Nix |
Niy |
Niz
 
Nieb |
Niec |
Nied |
Nief |
Nieg |
Nieh |
Niej |
Niek |
Niel |
Niem |
Nien |
Niep |
Nier |
Nies |
Niet |
Nieu |
Niev |
Niew
Die Liste der Biografien führt alle Personen auf, die in der deutschsprachigen Wikipedia einen Artikel haben. Dieses ist eine Teilliste mit 291 Einträgen von Personen, deren Namen mit den Buchstaben „Nied“ beginnt.

## Nied
- Nied, Edmund (1889–1939), deutscher Onomastiker und Priester
- Nied, Karsten (* 1969), deutscher Fußballspieler

### Niedb
- Niedbal, Meike (* 1977), deutsche politische Beamtin
- Niedbruck, Kaspar von († 1557), Diplomat und Humanist

### Niedd
- Nieddu, Antonio, italienischer Fernsehregisseur

### Niede
- Niedecken, Dietmut (* 1952), deutsche Kinder- und Jugendlichen-Psychotherapeutin
- Niedecken, Wolfgang (* 1951), deutscher Musiker, Mitbegründer und Sänger der Kölsch-Rock-Band BAPWolfgang Niedecken (* 1951)

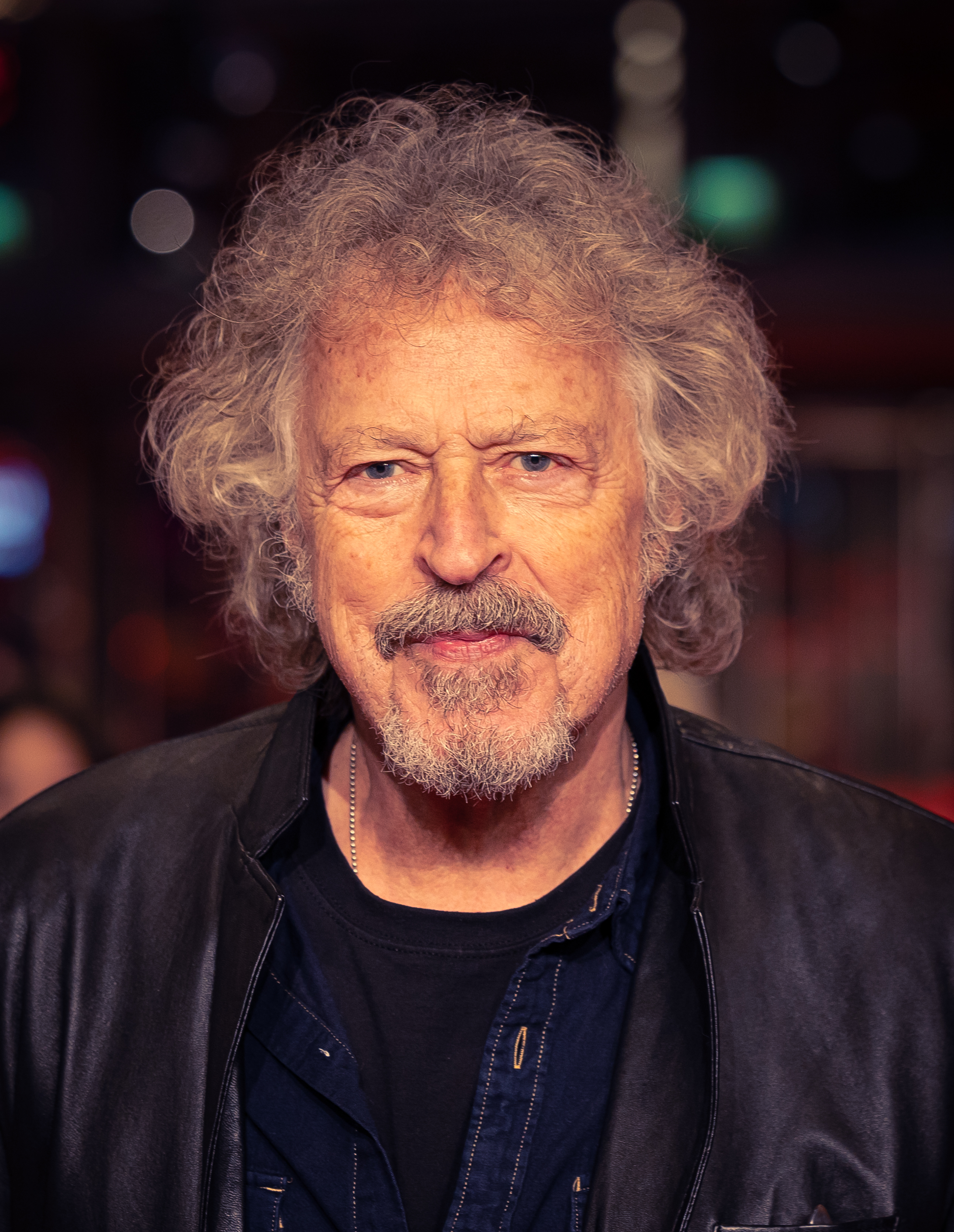
Wolfgang Niedecken (* 1951)

- Niedecken-Gebhard, Hanns (1889–1954), deutscher Regisseur, Musikwissenschaftler und Intendant
- Niedek, Inge (* 1955), deutsche Meteorologin
- Nieden, Gesa zur (* 1978), deutsche Musikwissenschaftlerin
- Nieden, Susanne zur (* 1958), deutsche Autorin und Historikerin
- Nieden, Walter zur (1869–1937), preußischer Landrat
- Niedenführ, Günther (1888–1961), deutscher Generalleutnant
- Niedenthal, Chris (* 1950), britisch-polnischer Fotograf
- Niedenthal, Erhard (1932–2014), deutscher Politiker (CDU), MdB
- Niedenzu, Franz Josef (1857–1937), deutscher Botaniker
- Nieder, Aloysius (1903–1945), deutsche Steyler Missionsschwester und Märtyrin
- Nieder, Bill (1933–2022), US-amerikanischer Kugelstoßer
- Nieder, Fabio (* 1957), Komponist zeitgenössischer Musik, Dirigent und Pianist
- Nieder, Felix (* 1993), deutsches Model und AutorFelix Nieder (* 1993)
- Nieder, Heiko (* 1972), deutscher Koch

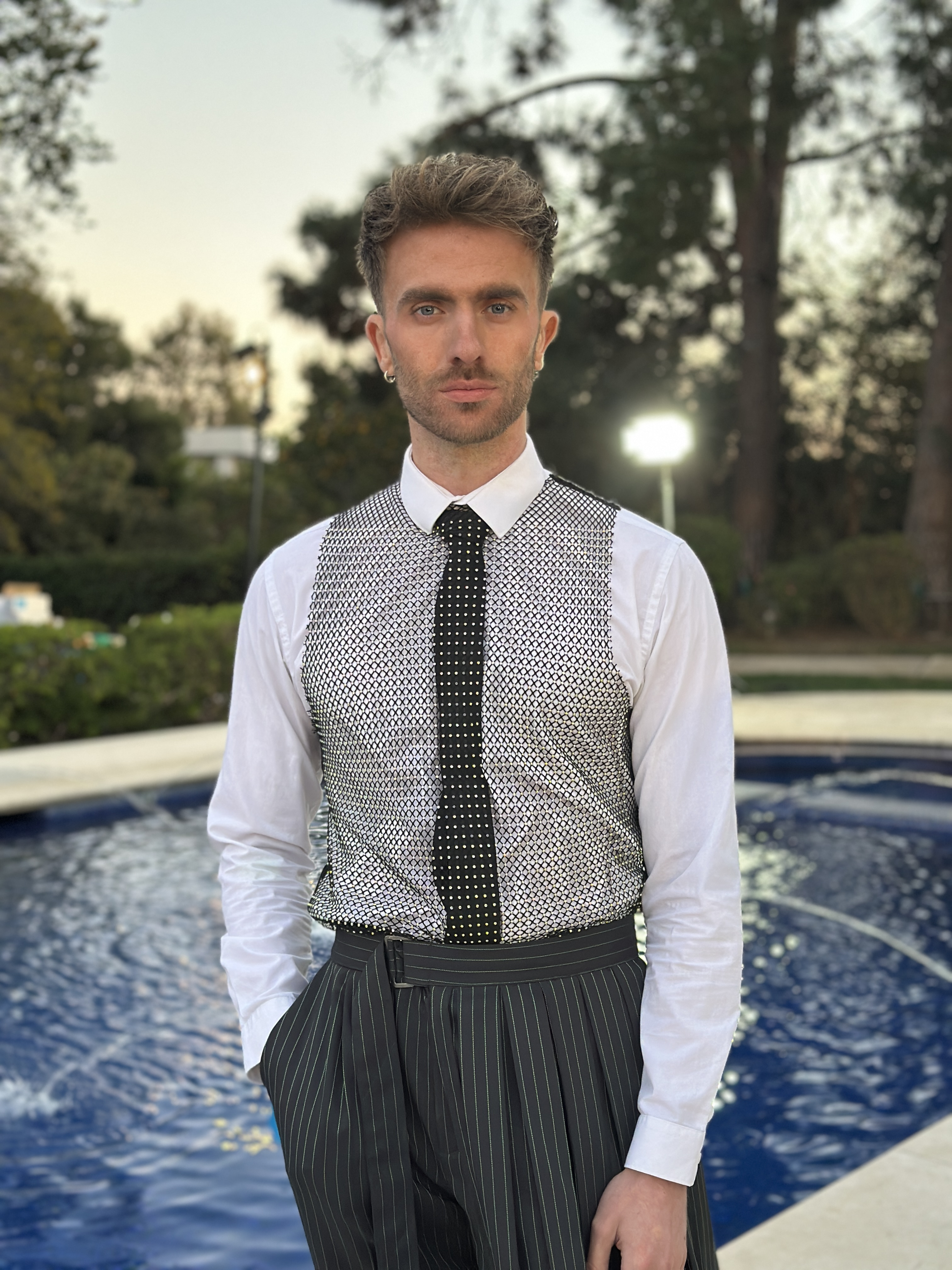
Felix Nieder (* 1993)

- Nieder, Josef Anton (1848–1906), deutscher Jurist und Politiker
- Nieder, Ludwig (1880–1922), deutscher katholischer Priester
- Nieder, Peter (* 1947), deutscher Wirtschaftswissenschaftler und Organisationsberater
- Nieder-Schabbehard, Jochen (1919–2004), deutscher Künstler und Werber
- Nieder-Westermann, Paul (1892–1957), deutscher Politiker (NSDAP), MdR
- Niederalt, Alois (1911–2004), deutscher Politiker (CSU), MdB
- Niederau, Kurt (1924–1998), deutscher Schulrektor und Genealoge
- Niederauer, George Hugh (1936–2017), US-amerikanischer Geistlicher und Literaturwissenschaftler, römisch-katholischer Erzbischof von San Francisco, Großprior des Ritterorden vom Heiligen Grab zu Jerusalem
- Niederbacher, Arne (* 1970), deutscher Schreiner und Soziologe
- Niederbacher, Bruno (* 1967), italienischer katholischer Philosoph
- Niederbacher, Max (1899–1979), deutscher Fußballspieler
- Niederbacher, Richard (* 1961), österreichischer Fußballspieler
- Niederberger, Achim (1957–2013), deutscher Unternehmer und Weinbergbesitzer
- Niederberger, Andreas (* 1963), deutscher Eishockeyspieler und -funktionär
- Niederberger, Basilius (1893–1977), Schweizer Benediktiner und Abt des Klosters Mariastein
- Niederberger, Bernhard (* 1993), Schweizer Skirennläufer
- Niederberger, Carl (1877–1945), Schweizer Politiker
- Niederberger, Carsten (* 1979), deutscher Moderner Fünfkämpfer
- Niederberger, Dani (* 1973), Schweizer Biathlet
- Niederberger, Hanspeter (1952–2000), Schweizer Sagenforscher, Autor, Erzähler und Lehrer in Giswil
- Niederberger, Josef (1880–1949), Schweizer Politiker
- Niederberger, Josef (* 1956), Schweizer Politiker (CVP)
- Niederberger, Josef Maria (1851–1913), Schweizer Politiker
- Niederberger, Julia (* 2000), Schweizer Sprinterin
- Niederberger, Karl (1847–1917), Schweizer Politiker
- Niederberger, Karl (1891–1975), österreichischer Politiker und Arzt
- Niederberger, Leon (* 1996), deutscher Eishockeyspieler und MusikerLeon Niederberger (* 1996)

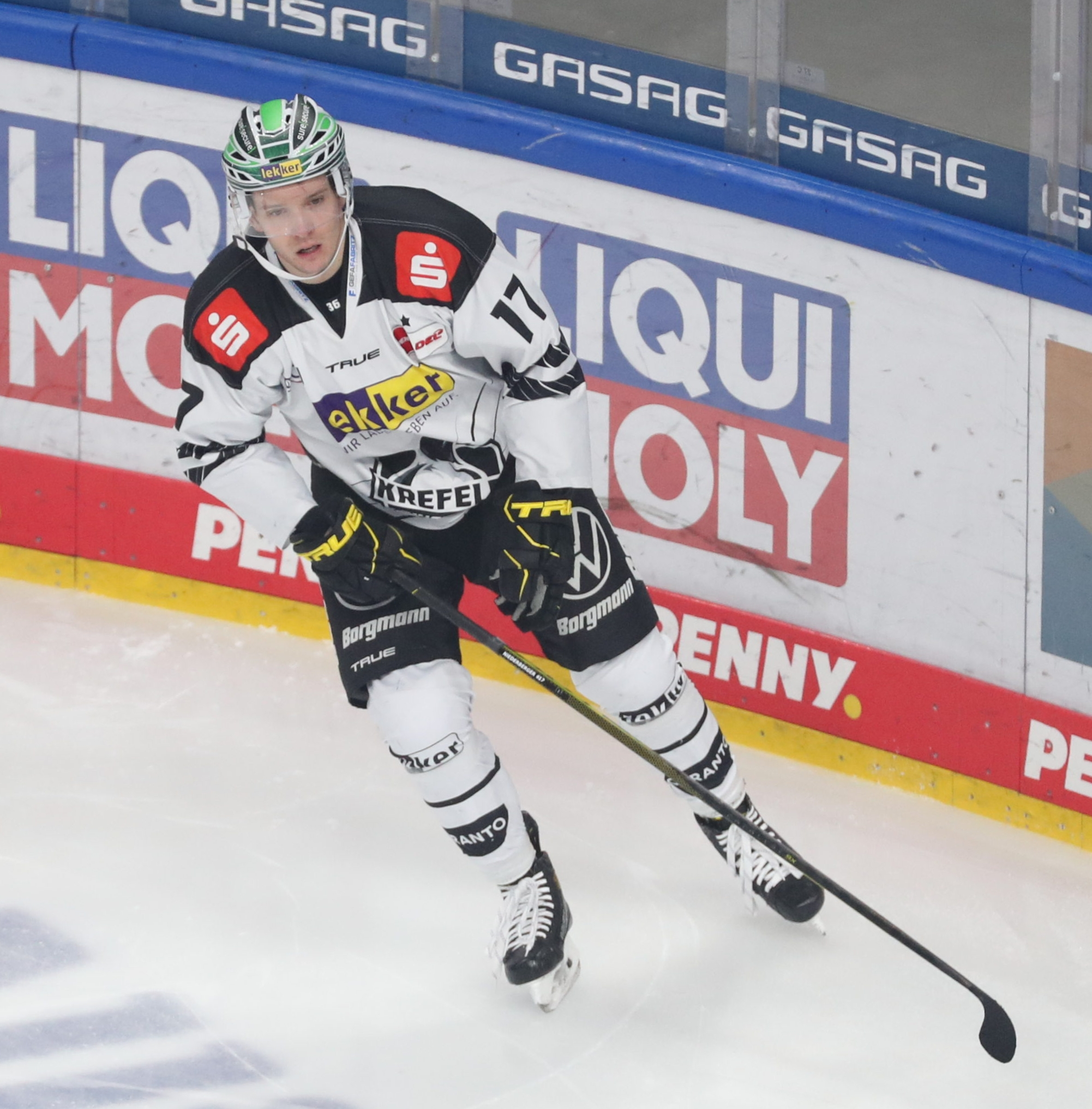
Leon Niederberger (* 1996)

- Niederberger, Mathias (* 1992), deutscher Eishockeytorwart
- Niederberger, Paul (* 1948), Schweizer Politiker (CVP), Ständerat, Landammann von Nidwalden
- Niederberger, Remigi (1860–1926), Schweizer Schmied und Seilbahnpionier
- Niederberger, Remigi (1885–1972), Schweizer Politiker
- Niederbergheim, Steffen von († 1617), deutscher Bierbrauer und Opfer der Hexenverfolgung in Hirschberg
- Niederbremer, Günter (1946–2012), deutscher Politiker (CDU), MdBB und Staatsrat
- Niederbühl, Thomas (* 1961), deutscher LGBT-Aktivist und bayerischer Kommunalpolitiker (Rosa Liste München)
- Niederdorfer, Hans (1938–2016), Schweizer Klarinettenspieler, Kapellmeister und Komponist
- Niedereder, Elisabeth (* 1985), österreichische Leichtathletin
- Niederée, Johann Martin (1830–1853), deutscher Maler
- Niederegger, Johann Georg (1777–1859), Zuckerbäcker
- Niederehe, Hans-Josef (* 1937), deutscher Romanist und Sprachwissenschaftler
- Niedereichholz, Lars (* 1968), deutscher Comedian (Teil des Duos Mundstuhl)
- Niederer, Armin (* 1987), Schweizer Freestyle-Skisportler
- Niederer, Arnold (1914–1998), Schweizer Volkskundler
- Niederer, Caro (* 1963), Schweizer konzeptuelle Künstlerin
- Niederer, Christina (* 1996), Schweizer Eiskunstläuferin und Tänzerin mit russischen Wurzeln
- Niederer, Conrad (1867–1925), Schweizer Unternehmer und Kaufmann
- Niederer, Elisabeth (* 1960), Schweizer Schauspielerin
- Niederer, Franz (1903–1948), österreichischer Musiker
- Niederer, Gottwalt (1837–1899), Schweizer Journalist
- Niederer, Johannes (1779–1843), evangelisch-reformierter Schweizer Pfarrer, Pädagoge und Philosoph
- Niederer, Johannes (1819–1896), Schweizer Arzt und Politiker
- Niederer, Marcel (* 1960), Schweizer Unternehmer und Eishockeyspieler
- Niederer, Peter (* 1941), Schweizer Physiker und Hochschullehrer
- Niederer, Roberto (1928–1988), Schweizer Unternehmer, Glasbläser und Künstler
- Niederer-Kasthofer, Rosette (1779–1857), Schweizer Pädagogin und Pionierin in der Mädchenerziehung
- Niederfahrenhorst, Volker (* 1955), deutscher Schauspieler, Synchronsprecher und Sprecher
- Niederfranke, Annette (* 1959), deutsche Ministerialbeamtin, Staatssekretärin
- Niederfriniger, Edith (* 1971), italienische Triathletin
- Niedergang, Marcel (1922–2001), französischer Journalist und Sachbuchautor
- Niedergerke, Ricarda (* 1943), deutsche Frauenärztin und Geburtshelferin sowie Stifterin
- Niedergerke, Udo (* 1941), deutscher Arzt, Internist, Diabetologe und Rheumatologe sowie Stifter
- Niedergesäß, Fritz (* 1940), deutscher Politiker (CDU), MdA
- Niedergesäss, Heinrich (1883–1945), Buchdrucker
- Niedergesäß, Robert (* 1971), deutscher Kommunalpolitiker (CSU)Robert Niedergesäß (* 1971)

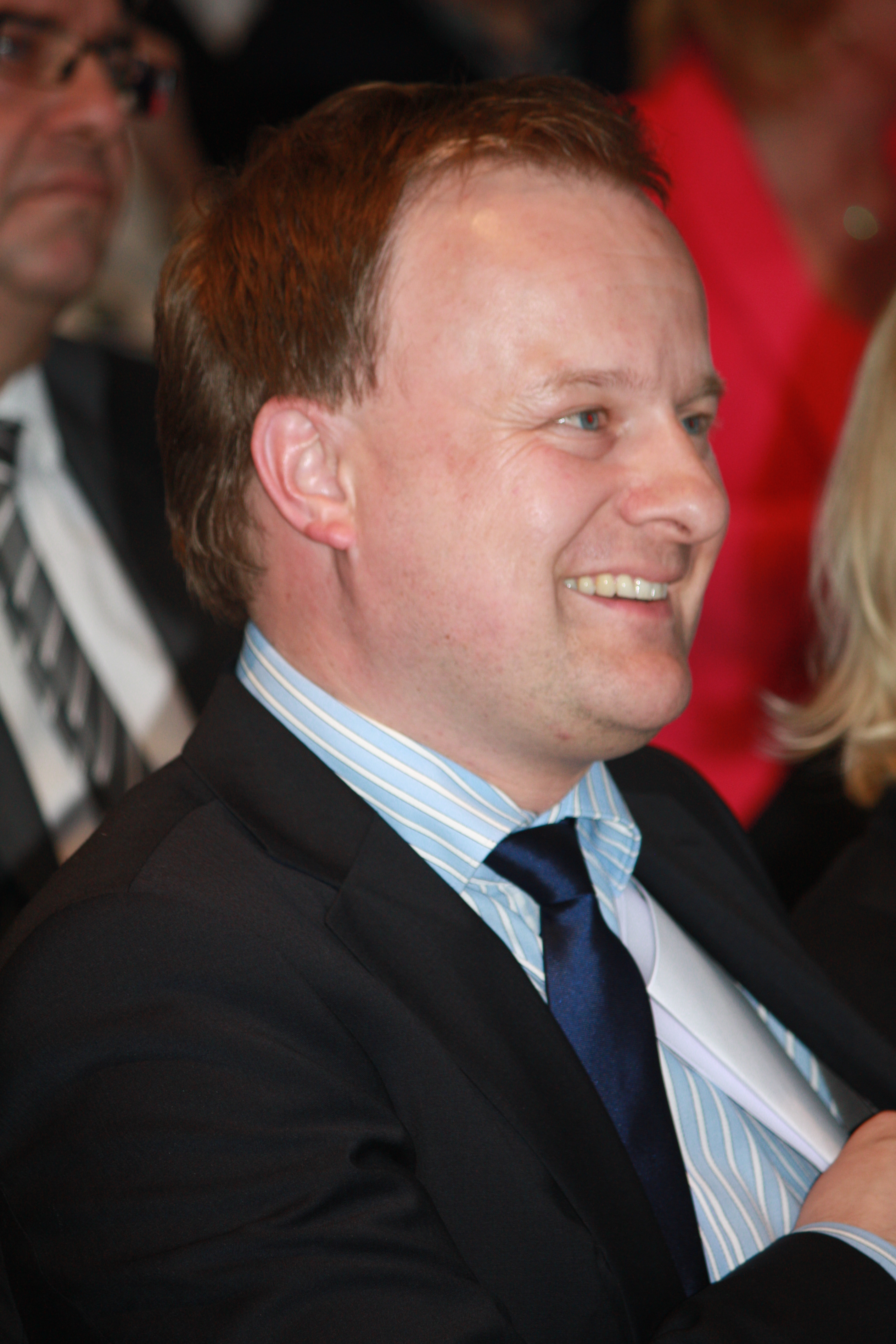
Robert Niedergesäß (* 1971)

- Niedergesäss, Rosemarie (* 1926), deutsche Politikerin (FDP)
- Niedergeses, James Daniel (1917–2007), US-amerikanischer Geistlicher, Bischof von Nashville
- Niederhammer, Gerhard (* 1940), österreichischer Skisportler und Fußballspieler
- Niederhammer, Josef (* 1954), österreichischer Kontrabassist
- Niederhaus, Constanze (* 1976), deutsche Germanistin
- Niederhäuser, Alex (* 1991), Schweizer Kinderdarsteller
- Niederhauser, Hannes (* 1962), österreichischer Unternehmer
- Niederhauser, Hans (* 1930), Schweizer Maler
- Niederhauser, Marylin (* 1995), Schweizer Automobilrennfahrerin
- Niederhauser, Maxim (* 1984), österreichischer Autor und Bautechniker
- Niederhauser, Patric (* 1991), Schweizer Automobilrennfahrer
- Niederhauser, Rolf (* 1951), Schweizer Schriftsteller
- Niederhauser, Rudolf (1881–1966), Schweizer Politiker
- Niederhauser, Walter (1898–1985), Schweizer Schokoladenfabrikant
- Niederhäuser, Yanic (* 2003), Schweizer Basketballspieler
- Niederhäusern, Fritz von (1876–1955), Schweizer Baumeister und Architekt
- Niederhäusern, Nick von (* 1989), Schweizer Fußballspieler
- Niederhäusern, Nils von (* 1996), Schweizer Fußballspieler
- Niederheide, Andrea (* 1957), deutsche Kunstturnerin
- Niederhellmann, Johanna (1891–1956), sozialdemokratische Widerstandskämpferin
- Niederhofer, Helmut (* 1955), österreichischer Basketballfunktionär
- Niederhöfer, Reinhold (* 1956), deutscher Politiker (SPD) und Bürgermeister der Verbandsgemeinde Grünstadt-Land
- Niederhöfer, Wolfgang (1932–2017), deutscher Heimatforscher, Mühlenexperte und Politiker (SPD)
- Niederhöffer, Albert (1828–1868), deutscher Maler und Heimatforscher
- Niederhoffer, Galt (* 1976), US-amerikanische Drehbuchautorin, Filmproduzentin, Regisseurin und Schriftstellerin
- Niederhuber, Karola (* 1976), österreichische Schauspielerin
- Niederhuemer, Wilhelm (* 1947), österreichischer Politiker (FPÖ), Abgeordneter zum Nationalrat
- Niederist, Joseph (1807–1865), österreichischer Bergrat und Politiker, Landtagsabgeordneter
- Niederkirchner, Käte (1944–2019), deutsche Kinderärztin und Politikerin (PDS), MdV, Vizepräsidentin der ersten freigewählten Volkskammer der DDR
- Niederkirchner, Käthe (1909–1944), deutsche Widerstandskämpferin im Dritten ReichKäthe Niederkirchner (1909–1944)

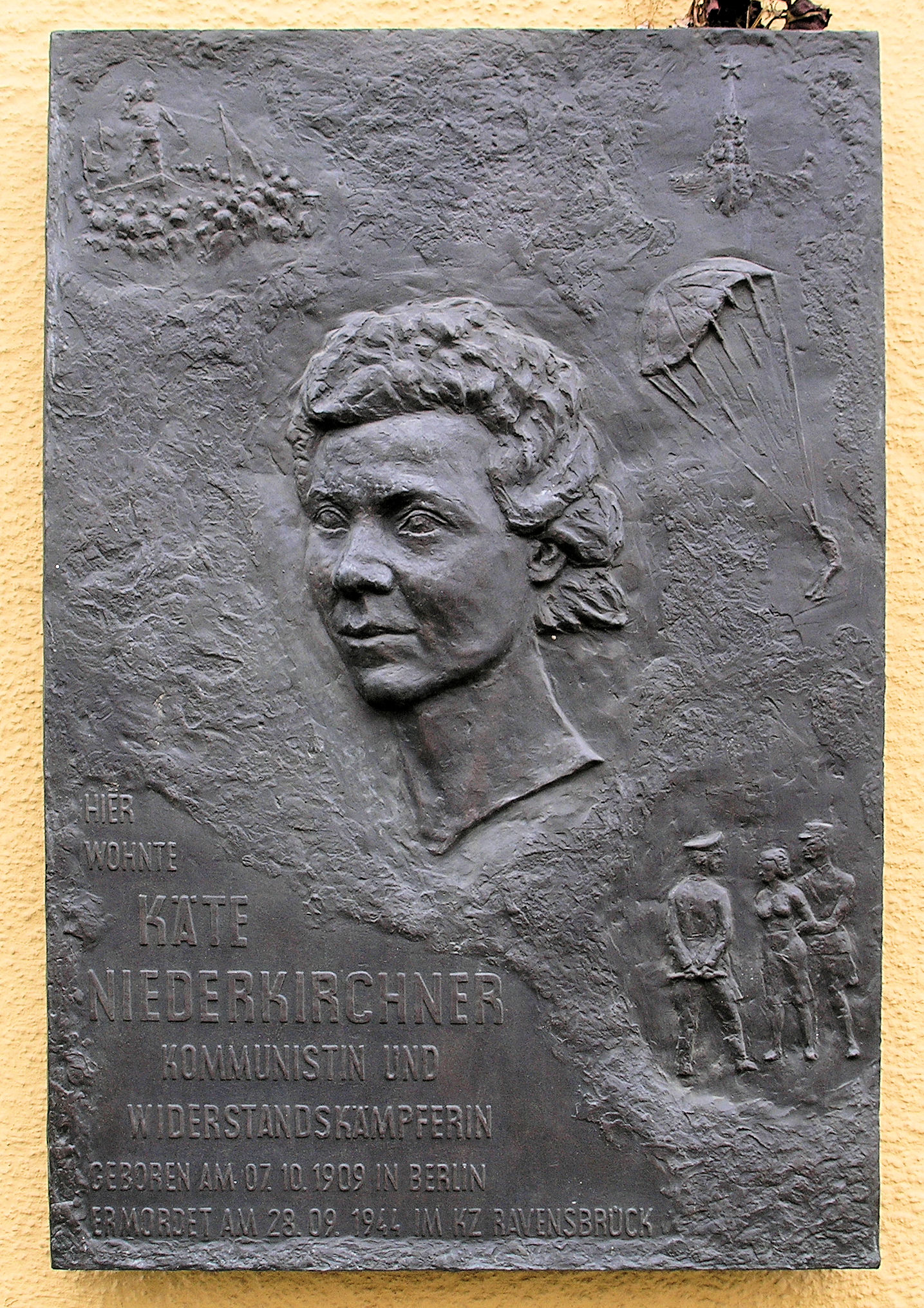
Käthe Niederkirchner (1909–1944)

- Niederkirchner, Mia (1911–1982), deutsche SED-Funktionärin
- Niederkirchner, Michael (1882–1949), deutscher Metallarbeiter und Gewerkschaftsgründer
- Niederkirchner, Robert (1926–1995), deutscher Fußballspieler
- Niederkofler, Balthasar (1906–1989), österreichischer Skilangläufer
- Niederkofler, Georg (1822–1885), österreichischer Historienmaler
- Niederkofler, Norbert (* 1961), italienischer Koch und Fachbuchautor
- Niederkorn, Jan Paul (* 1950), österreichischer Historiker
- Niederkorn, Meta (* 1959), österreichische Historikerin
- Niederl, Friedrich (1920–2012), österreichischer Politiker (ÖVP), Landeshauptmann der Steiermark (1971–1980)
- Niederlag, Max (* 1993), deutscher Bahnradsportler
- Niederland, William G. (1904–1993), deutsch-amerikanischer Psychoanalytiker
- Niederländer, Hubert (1921–1991), deutscher Jurist und Rektor
- Niederländer, Marion (* 1966), deutsche SchauspielerinMarion Niederländer (* 1966)

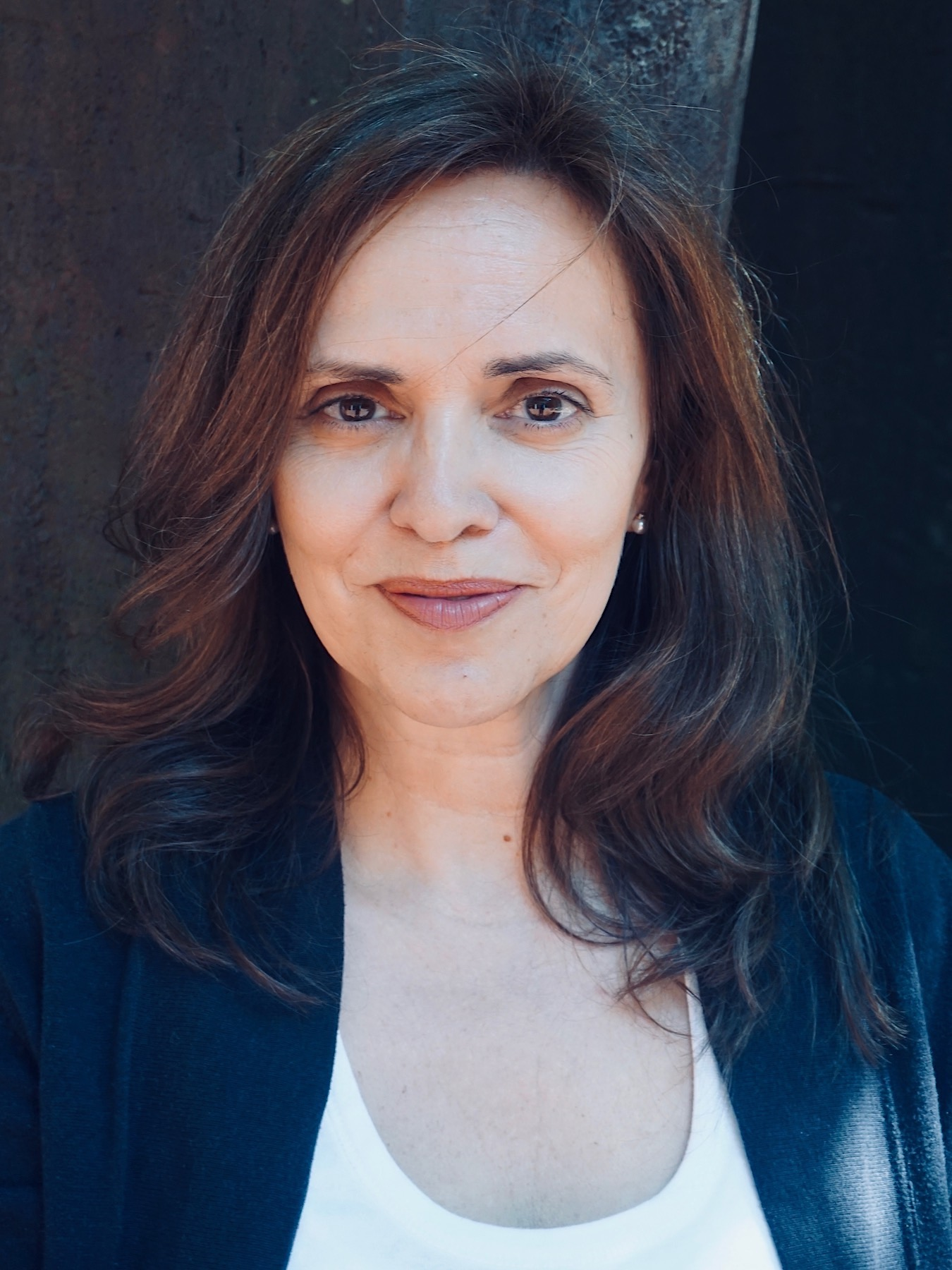
Marion Niederländer (* 1966)

- Niederle, Bruno (* 1953), österreichischer Chirurg
- Niederle, Helmuth A. (* 1949), österreichischer Schriftsteller
- Niederle, Lubor (1865–1944), tschechischer Archäologe, Anthropologe, Ethnograph und Historiker
- Niederle, Robert Jazze (* 1964), österreichischer Autor, Maler Comiczeichner und -Texter
- Niederlechner, Florian (* 1990), deutscher Fußballspieler
- Niederlein, Gustav (1858–1924), deutsch-argentinischer Naturforscher und Botaniker
- Niederlöhner, Doris, deutsche Fußballspielerin
- Niederlöhner, Leonhard (1854–1930), deutscher Gastwirt, Landwirt und Politiker, Bürgermeister, MdR
- Niederlücke, Erik (* 1999), deutscher Volleyballspieler
- Niedermaier, Anton (1868–1932), deutscher Restaurator und Kirchenmaler
- Niedermaier, Antonia (* 2003), deutsche Radrennfahrerin und SkibergsteigerinAntonia Niedermaier (* 2003)

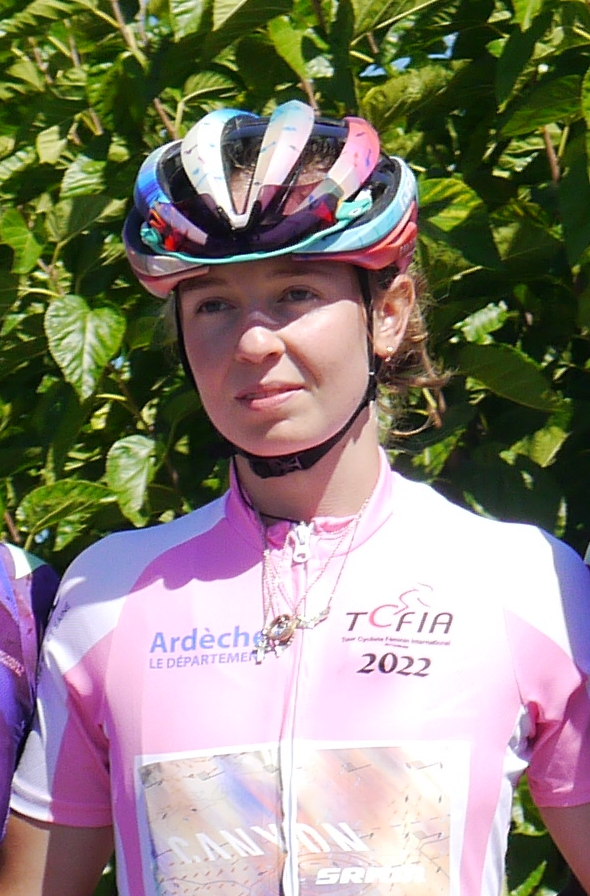
Antonia Niedermaier (* 2003)

- Niedermaier, Franz (1925–1986), deutscher Jurist, Richter am Bundesverwaltungsgericht und des Bundesverfassungsgerichts
- Niedermaier, Josef (* 1963), bayerischer Kommunalpolitiker (Freie Wähler), seit 2009 Landrat des Landkreises Bad Tölz-Wolfratshausen
- Niedermaier, Luise (1908–1997), deutsche Malerin
- Niedermaier, Max (* 1951), deutscher Eisspeedway-Rennfahrer
- Niedermair, Magnus (1849–1922), katholischer Priester, Domkapitular, Domdekan
- Niedermair, Martin (* 1972), österreichischer Schauspieler und Sänger
- Niederman, David, Präsident der United Jewish Organizations
- Niedermann, Andreas (* 1956), Schweizer Schriftsteller und Verleger
- Niedermann, Johann (1759–1833), deutscher Porträt- und Historienmaler in Wien
- Niedermann, Max (1874–1954), Schweizer Altphilologe, Hochschullehrer und Politiker
- Niedermann, Max (* 1927), Schweizer Bergsteiger
- Niedermann, Paul (1927–2018), deutscher Zeitzeuge der Judenverfolgung in Deutschland und Frankreich
- Niedermann, Reto (* 1981), Schweizer Ruderer und Gesundheitswissenschaftler
- Niedermann, Wilhelm Fürchtegott (1841–1906), Schweizer Journalist und Bühnenautor
- Niedermanner, Jonas (* 1996), deutscher Basketballspieler
- Niedermayer, Andreas (1835–1872), deutscher Priester, Historiker, Autor
- Niedermayer, Egon (* 1904), österreichischer Maschinenbauingenieur und Hochschullehrer
- Niedermayer, Franz Xaver (1882–1969), deutscher katholischer Ordenspriester und Provinzial der Salesianer Don Boscos
- Niedermayer, Friedrich (1856–1942), deutscher Architekt und bayerischer Baubeamter
- Niedermayer, Friedrich (1887–1959), deutscher Chirurg
- Niedermayer, Josef (1920–1947), österreichischer SS-Unterscharführer und Leiter der Zellenbaus im KZ Mauthausen
- Niedermayer, Josef (1926–2016), deutscher Politiker (CSU), MdL
- Niedermayer, Kurt (* 1955), deutscher Fußballspieler
- Niedermayer, Luděk (* 1966), tschechischer Politiker (TOP 09), MdEP
- Niedermayer, Ludwig (* 1895), deutscher Landrat
- Niedermayer, Max (1905–1968), deutscher Verleger
- Niedermayer, Norbert (* 1948), österreichischer Sänger
- Niedermayer, Oskar (* 1952), deutscher Politikwissenschaftler
- Niedermayer, Oskar von (1885–1948), deutscher Generalmajor, Abenteurer
- Niedermayer, Rob (* 1974), kanadischer Eishockeyspieler
- Niedermayer, Rudolf Johann (1891–1970), Komponist, Musikpädagoge, Organist, Chorleiter und Musiker
- Niedermayer, Scott (* 1973), kanadischer Eishockeyspieler und -trainer
- Niedermayer, Wilhelm (1899–1965), deutscher Maler
- Niedermayr, Franz Anton (1777–1849), deutscher Lithograf
- Niedermayr, Helmut (1915–1985), deutscher Formel-1-Fahrer
- Niedermayr, Walter (* 1952), italienischer Fotograf
- Niedermeier, Eva (* 1997), deutsche Sängerin, Bloggerin, Song-Schreiberin und Poetry-Slammerin
- Niedermeier, Georg (* 1986), deutscher FußballspielerGeorg Niedermeier (* 1986)

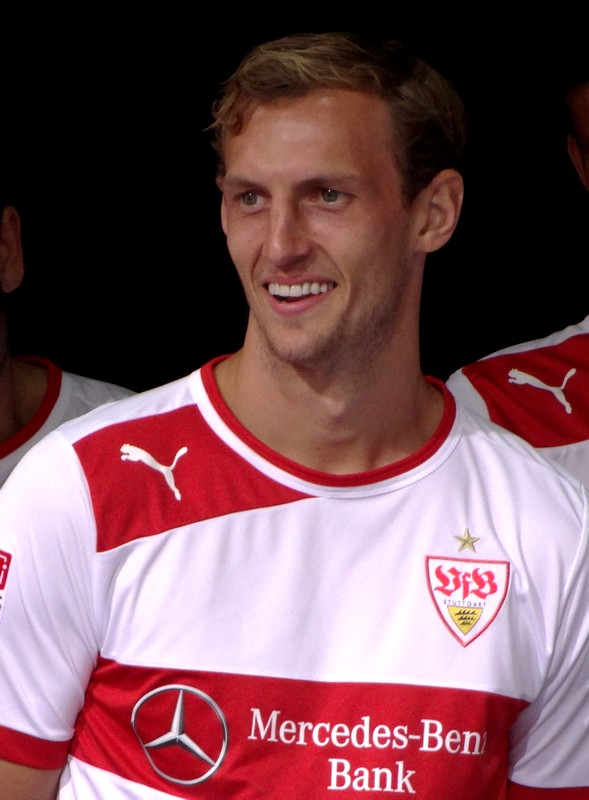
Georg Niedermeier (* 1986)

- Niedermeier, Hans (1910–1987), deutscher Jurist und Kommunalpolitiker
- Niedermeier, Hans-Peter (* 1954), deutscher Politiker und Bildungsmanager
- Niedermeier, Hermann Josef (* 1936), deutscher Politiker (SPD), MdL
- Niedermeier, Josef (* 1934), deutscher Fußballspieler
- Niedermeier, Josef (* 1942), deutscher Biathlet
- Niedermeier, Katja (* 1969), deutsche Buch-Autorin, Vortragsrednerin, spiritueller Coach und Business-Mentorin
- Niedermeier, Manuel (* 1984), deutscher Schriftsteller
- Niedermeier, Michael (* 1954), deutscher Literatur- und Kunsthistoriker
- Niedermeier, Michael (* 1990), deutscher Kunstradfahrer
- Niedermeyer, Engelbert Valentin (1911–1946), deutscher SS-Unterscharführer im KZ Dachau
- Niedermeyer, Ernst (1920–2012), deutsch-US-amerikanischer Neurologe, Psychiater, klinischer Neurophysiologe und Epileptologe
- Niedermeyer, Helmut (1926–2014), österreichischer Unternehmer
- Niedermeyer, Louis (1802–1861), französischer Komponist
- Niedermoser, Berthold (1910–1996), österreichischer Zisterzienser, Abt des Stiftes Schlierbach
- Niedermoser, Franz (1901–1946), österreichischer Psychiater, der an Krankenmorden zur NS-Zeit beteiligt war
- Niedermoser, Otto (1903–1976), österreichischer Szenenbildner und Hochschullehrer
- Niedermühlbichler, Georg (* 1966), österreichischer Politiker (SPÖ), Landtagsabgeordneter und Gemeinderat
- Niedermüller, Péter (* 1952), ungarischer Kulturanthropologe und Politiker
- Niedernhofer, Laura (* 1964), US-amerikanische Biochemikerin, Molekularbiologin und Hochschullehrerin
- Niedernhuber, Barbara (* 1974), deutsche Rennrodlerin
- Niedernolte, Tim (* 1978), deutscher FernsehmoderatorTim Niedernolte (* 1978)

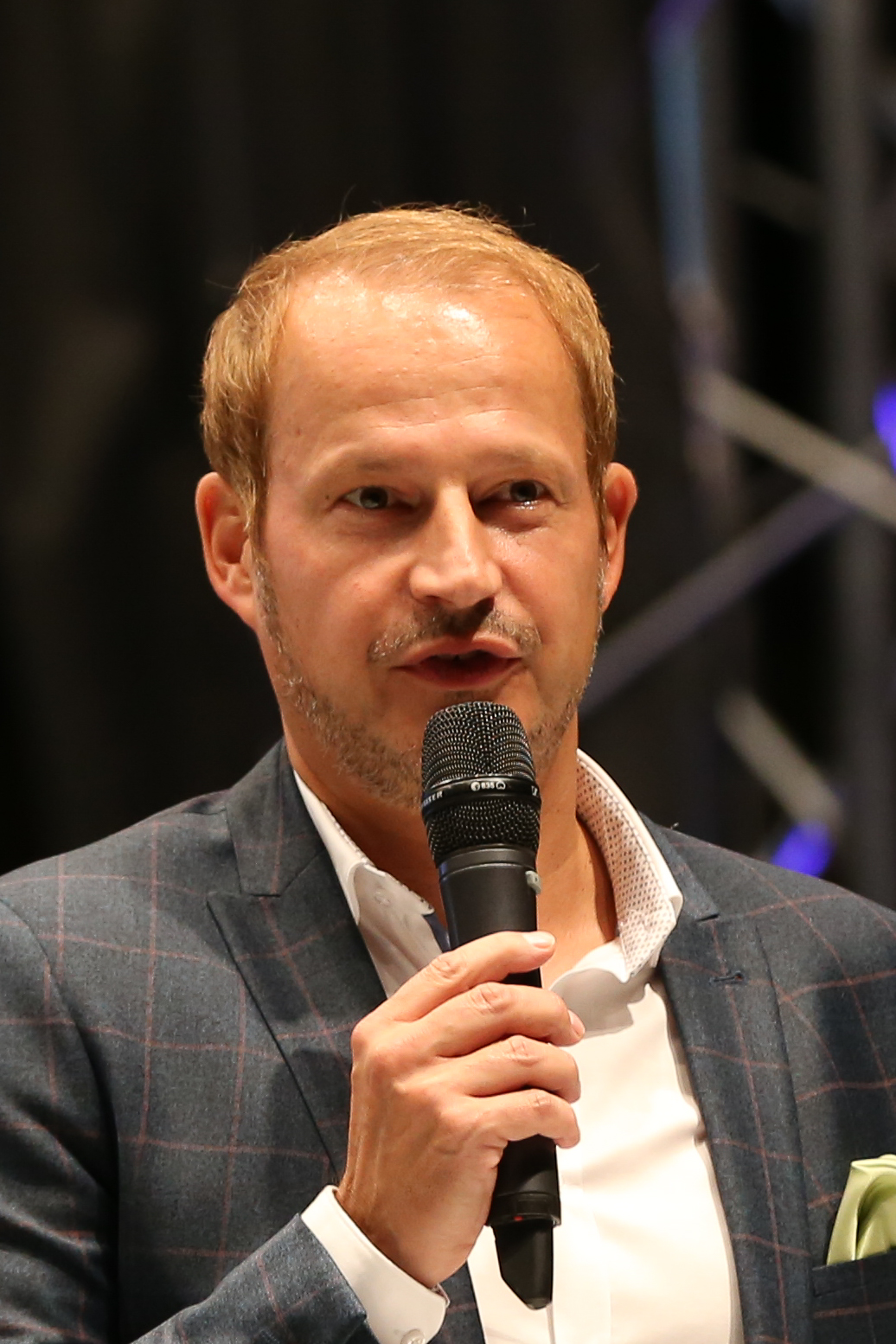
Tim Niedernolte (* 1978)

- Niederpruem, Clare (* 1986), US-amerikanische Schauspielerin und Filmregisseurin
- Niederprüm, Josef (1891–1954), deutscher Bankier und Politiker (CDP, CDU)
- Niederquell, Andreas (* 1988), deutscher Fußballspieler
- Niederreiter, Daniel (* 1978), österreichischer Triathlet
- Niederreiter, Harald (* 1944), österreichischer Mathematiker
- Niederreiter, Lisa (* 1962), deutsche Kunsttherapeutin, Künstlerin und Hochschullehrerin
- Niederreiter, Nino (* 1992), Schweizer EishockeyspielerNino Niederreiter (* 1992)

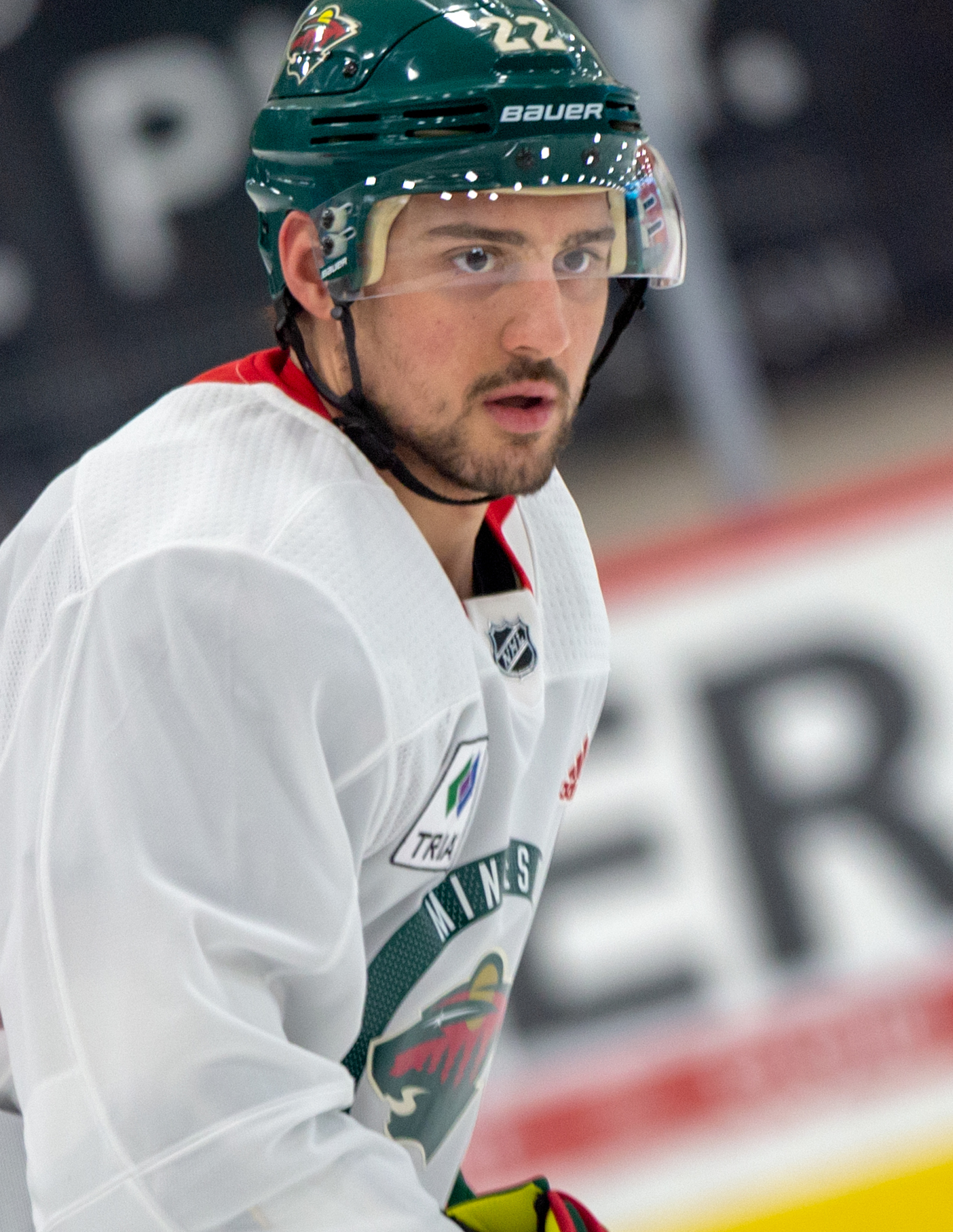
Nino Niederreiter (* 1992)

- Niederreuther, Thomas (1909–1990), deutscher Kaufmann, Maler und Schriftsteller
- Nieders, Karl-Heinz (1922–1984), deutscher Jurist
- Nieders, Romano (1934–2013), österreichischer Opernsänger (Bass)
- Niederschlag, Heribert (* 1944), deutscher Ordensgeistlicher (Pallottiner), Moraltheologe und Hochschulrektor
- Niederseer, Stefan (* 1962), österreichischer Skirennläufer
- Niedersen, Philipp (* 1981), deutscher Schauspieler
- Niederstätter, Alois (* 1955), österreichischer Historiker und Archivar
- Niederstätter, Kurt (* 1976), italienischer Snowboarder
- Niederstätter, Monika (* 1974), italienische Leichtathletin
- Niederstein, Carl Wilhelm (1864–1922), deutscher Reichsgerichtsrat
- Niederstein, Hans-Gert (1928–1985), deutscher Jiu-Jitsu-Lehrer und Präsident Korporation Internationaler Danträger e.V. und Deutscher Jiu Jitsu Bund e.V.
- Niederstenschee, Christel (* 1946), deutsche Schauspielerin
- Niederstrasser, Katinka (* 1939), deutsche Grafikerin und Fotografin
- Niedertscheider, Peter (* 1972), österreichischer Künstler
- Niederwerfer, Wenzel (1667–1732), böhmischer evangelisch-lutherischer Geistlicher und Theologe
- Niederwieser, Anika (* 1992), italienische Handballspielerin
- Niederwieser, Dietger (* 1952), italienisch-österreichischer Mediziner
- Niederwieser, Erwin (* 1951), österreichischer Politiker (SPÖ), Abgeordneter zum Nationalrat
- Niederwieser, Johann (1853–1902), Südtiroler Bergführer
- Niederwieser, Michael (* 1965), italienischer Handballspieler
- Niederwieser, Michelle (* 1999), österreichische Skirennläuferin
- Niederwieser, Stephan (* 1962), deutscher Heilpraktiker, Schriftsteller und Übersetzer
- Niederwimmer, Kurt (1929–2015), österreichischer evangelischer Theologe und Neutestamentler
- Niederwöhrmeier, Hartmut (* 1945), deutscher Architekt und Hochschullehrer
- Niederzoll, Steffi (* 1981), deutsche Regisseurin und Drehbuchautorin
- Niedetzky, Angelika (* 1979), österreichische Schauspielerin, Kabarettistin und Moderatorin

### Niedf
- Niedfeldt, Helmut (1929–2020), deutscher Fotograf

### Niedh
- Niedhammer y Yaeckle, Matteo Aloisio (1901–1970), US-amerikanischer römisch-katholischer Ordensgeistlicher, Apostolischer Vikar von Bluefields
- Niedhammer, Adolf (1878–1964), deutscher Verwaltungsjurist
- Niedhammer, Joseph (1851–1908), deutscher Komponist und Domkapellmeister in Speyer
- Niedhardt, Jutta (* 1965), deutsche TV-Moderatorin und Sängerin
- Niedhart, Gottfried (* 1940), deutscher Historiker

### Niedi
- Niedieck, Ania (* 1983), deutsche SchauspielerinAnia Niedieck (* 1983)

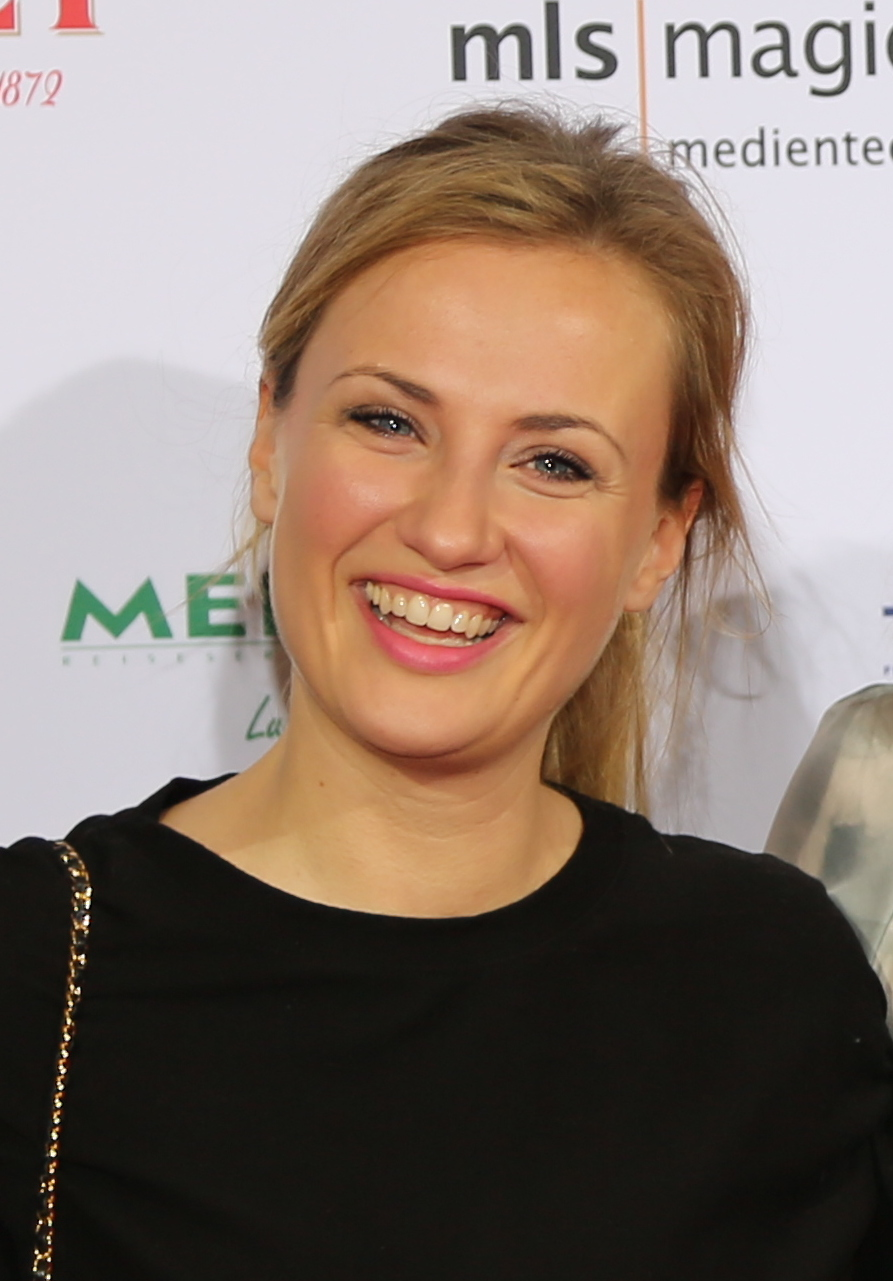
Ania Niedieck (* 1983)

- Niedieck, Ferdinand Dominicus (1801–1885), Bankier und Abgeordneter
- Nieding, Giselher von (1938–1987), deutscher Mediziner und Institutsleiter
- Nieding, Klaus (* 1964), deutscher Jurist und Rechtsanwalt
- Nieding, Norbert von (* 1934), deutscher Jurist, Direktor des BAMF

### Niedl
- Niedlich, Hans-Dieter (1940–2019), deutscher Sportwissenschaftler, Hochschullehrer, Basketballnationalspieler und Basketballtrainer
- Niedlich, Joachim Kurd (1884–1928), deutscher Diplomat
- Niedlich, Johann Gottfried (1766–1837), deutscher Landschafts- und Vedutenmaler sowie Radierer
- Niedlich, Johannes K. G. (1949–2014), deutscher Graphiker
- Niedlich, Wendelin (1927–2022), deutscher Buchhändler, Verleger und Galerist
- Niedling, Erik (* 1973), deutscher Künstler
- Niedling, Johannes (1602–1668), deutscher Kirchenlieddichter

### Niedm
- Niedmann, August Heinrich (1826–1910), deutscher Maler
- Niedmann, Erich (1868–1905), deutscher Maler
- Niedmers, Nora (* 1995), deutsche Tennisspielerin
- Niedmers, Ralf (* 1967), deutscher Politiker (CDU), MdHB

### Niedn
- Niedner, Alexander (1862–1930), deutscher Reichsgerichtsrat
- Niedner, Christian Wilhelm (1797–1865), deutscher Kirchenhistoriker
- Niedner, Felix (1859–1934), deutscher Skandinavist
- Niedner, Franz (1905–1974), deutscher Chirurg und Hochschullehrer
- Niedner, Hermann (1872–1945), deutscher Politiker und parteiloser Demokrat, MdL Sachsen
- Niedner, Klaus (1911–2003), deutscher Gynäkologe und Geburtshelfer
- Niedner, Marie (1863–1945), deutsche Chefredakteurin, Fachbuch Herausgeberin und Fachschriftstellerin für Mode und Haushaltsangelegenheiten
- Niedner, Sebastian (* 1993), deutscher Einradfahrer
- Niedner-Schatteburg, Gereon (* 1959), deutscher Physiker und Chemiker

### Niedo
- Niedobitek, Matthias (* 1961), deutscher Rechtswissenschaftler
- Niedorff, Ernst (1910–1969), deutscher Politiker (SPD), MdHB
- Niedostadek, André (* 1970), deutscher Rechtswissenschaftler

### Niedr
- Niedra, Andrievs (1871–1942), lettisch-deutscher Schriftsteller, lutherischer Pastor, Ministerpräsident
- Niedrig, Andreas (* 1967), deutscher Triathlet
- Niedrig, Cornelia (* 1964), deutsche Polizistin und Schauspielerin
- Niedrig, Heinz (* 1935), deutscher Physiker
- Niedrig, Matthias (* 1958), deutscher Biologe
- Niedrig, Michael (* 1980), deutscher Fußballspieler
- Niedringhaus, Anja (1965–2014), deutsche Fotojournalistin
- Niedringhaus, Frederick G. (1837–1922), US-amerikanischer Politiker deutscher Herkunft
- Niedringhaus, Henry F. (1864–1941), US-amerikanischer Politiker
- Niedrist, Karl (1863–1926), österreichischer Politiker (CSP), Abgeordneter zum Nationalrat

### Niedt
- Niedt, Bettina (* 1957), deutsche Malerin
- Niedt, Friedrich Erhard († 1717), deutscher Jurist, Musiktheoretiker und Komponist

### Niedz
- Niedziałek, Łukasz (* 2000), polnischer Leichtathlet
- Niedziela, Bartłomiej (* 1985), polnischer Fußballspieler
- Niedziela, Wojciech (* 1961), polnischer Jazzmusiker (Piano, Komposition)
- Niedzielan, Andrzej (* 1979), polnischer Fußballspieler
- Niedziella, Nico (* 1970), deutscher Fußballspieler
- Niedziella, Peter (* 1944), deutscher Rundfunkmoderator und Nachrichtensprecher
- Niedzielski, Feliks (1912–1947), kroatischer Dichter, Rechtsanwalt und Essayist
- Niedzielski, Stanisław (1905–1975), polnischer Pianist und Komponist
- Niedzkowski, Daniel (* 1976), deutscher Fußballtrainer
- Niedzwiecki, Eddie (* 1959), walisischer Fußballspieler
- Niedźwiecki, Paweł (* 1974), polnischer Radrennfahrer
- Niedzwiedz, Klaus (* 1951), deutscher Rennfahrer und TV-Kommentator
- Niedźwiedzki, Jacek (* 1975), polnischer Badmintonspieler
- Niedźwiedzki, Konrad (* 1985), polnischer Eisschnellläufer
- Niedźwiedzki, Władysław (1849–1930), polnischer Lexikograf, Ethnograf und Pädagoge